# Battista Monti
Battista Monti (ur. 18 lutego 1944 w Imoli) – włoski kolarz szosowy, brązowy medalista mistrzostw świata.

## Kariera
Największy sukces w karierze Battista Monti osiągnął w 1965 roku, kiedy zdobył brązowy medal w wyścigu ze startu wspólnego amatorów podczas mistrzostw świata w San Sebastián. W zawodach tych wyprzedzili go jedynie Francuz Jacques Botherel oraz Hiszpan José Manuel Lasa. Był to jednak jedyny medal wywalczony przez Montiego na międzynarodowej imprezie tej rangi. Ponadto w tym samym roku wygrał GP Industria del Cuoio e delle Pelli, Trofeo Banca Popolare Piva oraz GP Città di Camaiore. Nigdy nie wystąpił na igrzyskach olimpijskich. Jako zawodowiec startował w latach 1966-1968.